# Pilumnus stebbingi
Pilumnus stebbingi is een krabbensoort uit de familie van de Pilumnidae. De wetenschappelijke naam van de soort is voor het eerst geldig gepubliceerd in 1951 door Capart.